# Temporada de furacões no Pacífico de 2012
A temporada de furacões do Pacífico de 2012 foi uma temporada moderadamente ativa de furacões do Pacífico que viu um número anormalmente elevado de ciclones tropicais passam a oeste da Península da Baixa Califórnia. A temporada começou oficialmente em 15 de maio no Pacífico oriental e em 1 de junho no Pacífico central e terminou em 30 de novembro; essas datas delimitam convencionalmente o período durante o qual a maioria dos ciclones tropicais se forma no nordeste do Oceano Pacífico. Porém, com a formação da Tempestade Tropical Aletta em 14 de maio a temporada excedeu ligeiramente esses limites.
O furacão Bud tornou-se o primeiro grande furacão da temporada, um dos três que ocorreram no mês de maio. Em meados de junho, o furacão Carlotta atingiu a costa perto de Puerto Escondido, no México. Sete pessoas foram mortas por Carlotta e os danos totalizaram US$ 12,4 milhões. O furacão Paul causou danos significativos à Baja California Sur. Tempestades tropicais Hector, John, Kristy e Norman, bem como o furacão Fabio, todos ameaçaram terras; no entanto, os danos dessas tempestades foram relativamente pequenos.

## Previsões sazonais
Em 24 de maio, o Centro de Previsão do Clima divulgou as suas perspectivas para a pré-temporada. Os cientistas declararam 30% de chance de uma temporada abaixo do normal, 50% de chance de uma temporada quase normal e 20% de chance de uma temporada acima do normal. Os climatologistas esperavam 12–18 tempestades nomeadas, com 5–9 tornando-se furacões e 2–5 tornando-se grandes furacões. A previsão de atividade abaixo do normal foi devido ao aumento do cisalhamento do vento e uma alta expectativa de El Niño-Oscilação Sul (ENOS) - condições neutras ao longo do pico nos últimos meses do verão, juntamente com as persistentes condições de La Niña no início da temporada, embora já houvesse dois sistemas nomeados – uma tempestade tropical e um grande furacão – no mês de maio.

## Resumo sazonal

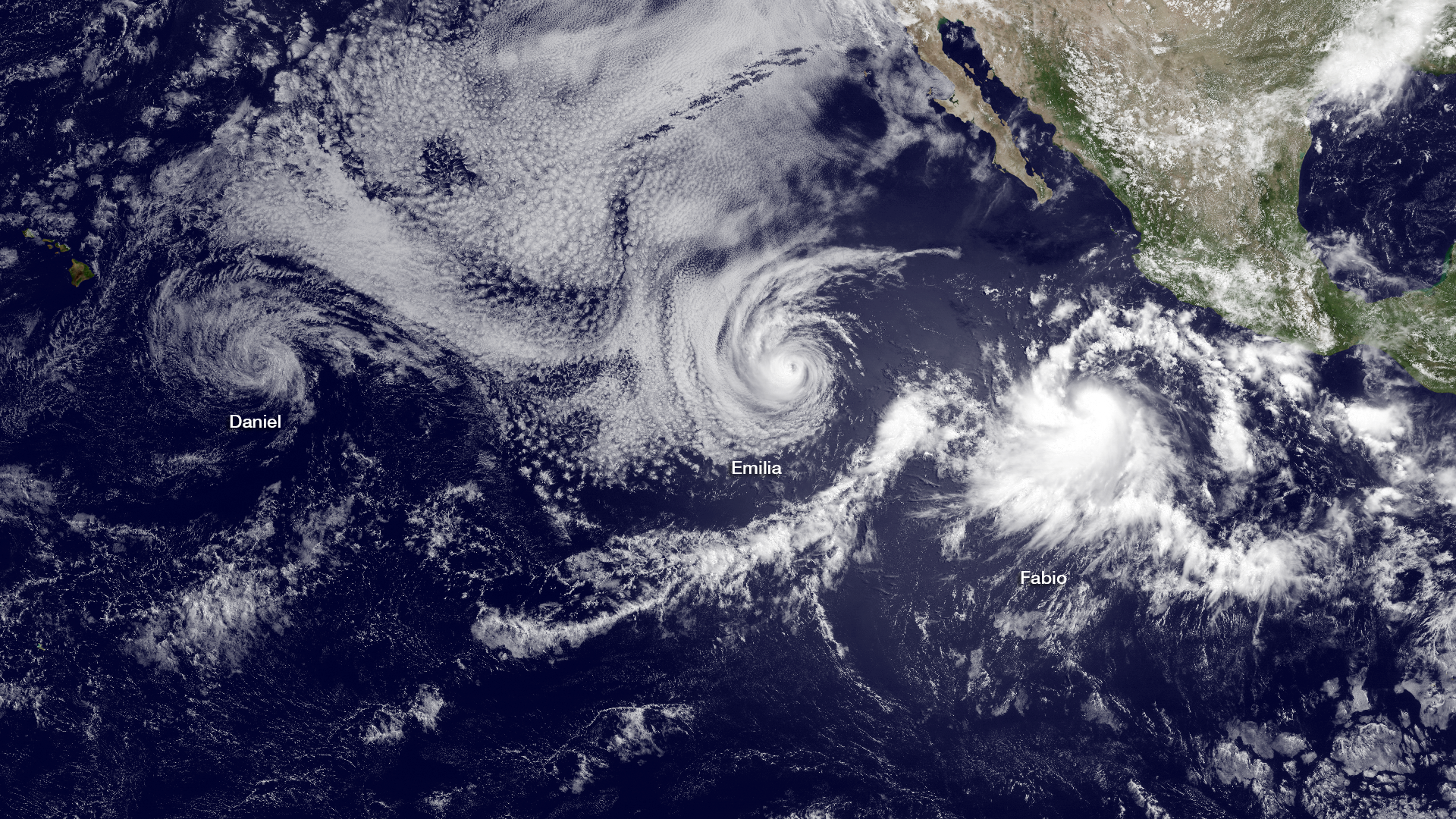
Três ciclones tropicais ativos em 12 de julho. Da esquerda para a direita: Daniel, Emilia e Fabio

O índice de energia ciclônica acumulada (ECA) para a temporada de furacões do Pacífico de 2012 foi de 98,125 unidades no Pacífico Oriental e 0,1225 unidades no Pacífico Central. O ECA total na bacia é 98.2475 units. Em termos gerais, ECA é uma medida da potência de uma tempestade tropical ou subtropical multiplicada pela duração de sua existência. É calculado apenas para alertas completos sobre sistemas tropicais e subtropicais específicos que atingem ou excedem velocidades do vento de 63 km/h (39 mph).
A temporada começou oficialmente em 15 de maio no Pacífico oriental e em 1 de junho no Pacífico central; ambos terminaram em 30 de novembro. A temporada começou com a formação da Tempestade Tropical Aletta em 14 de maio, um dia antes do início oficial da temporada de furacões no Pacífico. Após a dissipação do Aletta, a segunda tempestade nomeada da temporada, Bud formou-se. Quatro dias depois, Bud intensificou-se para um furacão de categoria 3 na Escala de furacões de Saffir-Simpson, o primeiro grande furacão da temporada e também a terceira maior ocorrência do mesmo. Em junho, a tempestade tropical Carlotta se formou e se intensificou como um furacão de categoria 2, o segundo furacão da temporada. Carlotta atingiu o continente como um furacão de categoria 2 no sudoeste do México, causando danos gerais. Carlotta matou sete pessoas no México e com danos estimados em $ 12,4 milhões (USD 2012). Em julho, três ciclones tropicais foram formados, dois são grandes furacões, o furacão Emilia se intensificou como um furacão de categoria 4 tornando-se o furacão mais intenso da temporada de 2012, com a formação do furacão Fabio em 12 de julho, a temporada estava um mês antes do normal.
Em agosto foi registado em uma atividade tranquila com três ciclones tropicais formados, enquanto duas tempestades se tornaram furacões, Gilma e Ileana. O mês de setembro foi o mais agitado da temporada, com a formação de cinco tempestades nomeadas, duas delas são furacões. O furacão Miriam, formou-se em 22 de setembro, e tornou-se o quarto maior furacão da temporada. Três tempestades nomeadas formaram-se em outubro, uma das quais se tornou o quinto e último grande furacão da temporada. O furacão Paul formou-se em 13 de outubro, causou danos na Península da Baixa Califórnia, nenhuma morte foi relatada por causa do furacão e com um dano total estimado em $ 15,5 milhões (USD 2012). A temporada terminou oficialmente com a formação da Tempestade tropical Rosa em 30 de outubro e se dissipou em 3 de novembro sem afetar a terra.
A atividade de tempestades na área de responsabilidade do Centro de Furacões do Pacífico Central ficou abaixo da média, sem a formação de ciclones tropicais na região. No entanto, um ciclone tropical, o furacão Daniel, entrou no Pacífico Central como uma tempestade tropical.

## Sistemas

### Tempestade tropical Aletta
Em 11 de maio a passagem de uma onda Kelvin que se moviva para o leste gerou uma ampla área de baixa pressão dentro da Zona de Convergência Intertropical, bem ao sul do México. Convecção organizada sobre esta baixa, levou à primeira depressão tropical da estação por volta das 12:00 UTC em 14 de maio. Uma cordilheira que se estendia do México até ao Pacífico oriental forçou a depressão para o oeste, enquanto o vento fraco e as altas temperaturas do oceano permitiram que ela se tornasse a tempestade tropical Aletta às 00:00 UTC em 15 de maio. Depois de atingir o pico de ventos de 80 km/h (50 mph) dezoito horas depois, ventos mais fortes de alto nível e ar seco causaram uma degradação constante do sistema. Aletta enfraqueceu para uma depressão tropical ao se curvar para nordeste no início de 17 de maio, e apesar de produzir explosões intermitentes de convecção por alguns dias, acabou degenerando em um remanescente baixo por volta das 06:00 UTC em 19 de maio. A baixa virou para sudeste e se dissipou no dia seguinte.

### Furacão Bud
Uma onda tropical que deixou a África em 5 de maio se organizou para uma depressão tropical sobre o Pacífico Leste por volta das 18:00 UTC de 20 de maio. O cisalhamento do vento leste impediu muita organização, e a depressão não se intensificou para a tempestade Tropical Bud até as 06:00 UTC de 22 de maio. À medida que o sistema se movia para oeste-noroeste, os ventos de nível superior gradualmente diminuíram, permitindo que Bud atingisse a força do furacão às 00:00 UTC de 24 de maio. Um período de rápida intensificação levou o sistema ao seu pico como um furacão de categoria 3 com ventos de 185 km/h em 24 horas, quando se assemelhava a um furacão anular com um olho distinto e uma pequena faixa exterior. Um cavado sobre o sudoeste dos Estados Unidos direcionou a tempestade para nordeste, enquanto o aumento do cisalhamento do vento sudoeste levou ao enfraquecimento. Bud caiu para a intensidade da tempestade tropical às 00:00 UTC de 26 de maio e degenerou para uma área de baixa pressão remanescente seis horas depois. Os remanescentes se moveram muito perto da Costa do Sudoeste do México Antes de se dissipar em 26 de maio.

### Furacão Carlotta
Uma área de clima perturbado que pode ter originado como uma onda tropical da África surgiu no Pacífico Leste em 11 de junho. O cisalhamento do vento leve e uma onda kelvin ajudou no desenvolvimento de uma depressão tropical às 00:00 UTC de 14 de junho, e a tempestade Tropical Carlotta seis horas depois. Como a tempestade se moveu para noroeste na periferia de uma crista de nível médio, ele atingiu a intensidade de furacão por volta das 12:00 UTC de 15 de junho e rapidamente se intensificou para o seu pico de categoria 2 com ventos de 175 km/h por volta das 21:00 UTC daquele dia. Carlotta posteriormente fez desembarque perto de Puerto Escondido, México, em uma força ligeiramente reduzida, tornando-se o furacão mais oriental com um desembarque no Pacífico Leste. Após a tempestade se mover para terra, rapidamente se enfraqueceu sobre as montanhas do Sul do México, degenerando-se para uma baixa remanescente por volta das 00:00 UTC de 17 de junho e dissipando-se sobre Guerrero doze horas depois.
Após a formação, alertas de furacão foram emitidos para a costa sul do México. Isso foi mais tarde atualizado para um aviso quando Carlotta se tornou um furacão. A tempestade fez desembarque no sul do México, trazendo consigo fortes chuvas e fortes ventos que causaram enchentes e numerosos deslizamentos de terra ao longo da área, principalmente o estado de Oaxaca. Devido à gravidade da situação em Oaxaca, o governador pediu que um estado de emergência fosse declarado ao seu estado. Em todo o México, sete pessoas foram mortas pela Carlotta e os danos ascenderam a mx$1,4 mil milhões (US$ 107,7 milhões).

### Furacão Daniel
Uma onda tropical emergiu da África em 20 de junho e se moveu discretamente através do Atlântico, atravessando a América Central nove dias depois. A perturbação formou-se numa depressão tropical por volta das 06:00 UTC de 4 de julho e fortaleceu-se ainda mais para a tempestade Tropical Daniel após 24 horas. O cisalhamento moderado do vento leste afetou a tempestade inicialmente, mas estes ventos relaxaram e permitiram que Daniel se tornasse um furacão às 00:00 UTC de 7 de julho, quando um olho se tornou aparente na imagem de satélite. A intensificação constante levou a tempestade ao seu pico como uma categoria 3 com ventos de 185 km/h por volta das 06:00 UTC de 8 de julho. Em 10 de julho, Daniel se enfraqueceu para uma depressão tropical por volta das 18:00 UTC de 11 de julho, logo após a travessia para o Pacífico Central, e posteriormente degenerou para uma baixa remanescente por volta das 12:00 UTC de 12 de julho. A baixa abriu-se em um vale no início de 14 de julho.

### Furacão Emilia
Uma onda tropical rápida deixou a África em 23 de julho e emergiu no Pacífico Leste no final de 4 de julho, onde interagiu com uma perturbação dentro do ITCZ. Os dois sistemas se fundiram, levando à formação de uma depressão tropical por volta das 18:00. UTC em 7 de julho, e para a tempestade tropical Emilia seis horas depois. Uma crista de nível médio estendendo-se a oeste do México direcionou o ciclone para oeste-noroeste, enquanto um ambiente favorável permitiu que Emilia se intensificasse. Ele atingiu a força de um furacão por volta das 06:00 UTC em 9 de julho com a formação de um olho com faixas, e ainda mais reforçado para uma categoria 4 com ventos de 230 km/h (140 mph) um dia depois, quando seu olho estava incrustado em uma convecção muito profunda. O início de um ciclo de substituição da parede do olho fez com que Emilia enfraquecesse para uma furacão categoria 2 no início de 11 de julho, mas recuperou a intensidade de categoria 3 mais tarde naquele dia, antes de entrar em águas mais frias e um ambiente mais seco. Emilia enfraqueceu para uma tempestade tropical por volta das 12:00 UTC em 13 de julho e degenerou para um mínimo remanescente às 18:00 UTC em 15 de julho. O ciclone pós-tropical continuou a oeste e abriu em um vale ao sul do Havaí no início de 18 de julho.

### Furacão Fabio
Em 27 de junho, uma onda tropical deixou a África; seguiu para oeste, emergindo no Pacífico Leste em 7 de julho. A interação com uma série de ondas kelvin em movimento para leste levou à formação de uma depressão tropical por volta das 00:00 UTC de 12 de julho; seis horas depois, tornou-se a Tempestade Tropical Fabio. A tempestade se moveu para oeste em meio a ventos de cisalhamento modestos, tornando-se um furacão por volta das 18:00 UTC de 13 de julho e gradualmente fortalecendo-se para uma categoria 2 com ventos de 175 km/h por volta das 06:00 UTC de 15 de julho. No seu melhor, o furacão foi caracterizado por um olho distinto dentro de áreas de convecção profunda, e é possível que Fabio tenha atingido brevemente a força de um grande furacão. O sistema virou para noroeste e, em seguida, para norte em águas mais frias após o pico, enfraquecendo-se para uma tempestade tropical no final de 16 de julho, para uma depressão tropical no início de 18 de julho, e finalmente para uma área de baixa pressão remanescente por volta das 12:00 UTC daquela manhã. O baixo curvado leste-sudeste antes de se dissipar em 20 de julho.

### Furacão Gilma
Uma onda tropical partiu da África em 27 de julho. Prejudicado por fortes ventos de nível superior através do Atlântico central, ele entrou no Pacífico Leste em 2 de agosto, onde a interação com uma onda kelvin levou a um aumento nas áreas de convecção. A depressão se formou por volta das 06:00 UTC de 7 de agosto; a depressão se intensificou para a tempestade tropical Gilma doze horas depois. Em uma direção oeste-noroeste, o recém-formado sistema intensificou-se em um ambiente favorável, atingindo a intensidade de furacão às 18:00 UTC de 8 de agosto e atingindo ventos máximos sustentados de 130 km/h várias horas depois. O aumento do cisalhamento do vento e a diminuição das temperaturas do oceano enfraqueceram Gilma a partir de 9 de agosto; ele caiu para o status de tempestade tropical por volta das 18:00 UTC daquele dia e gradualmente degenerou para uma área remanescente de baixa pressão às 12:00 UTC de 11 de agosto. A baixa virou para sudoeste antes de se dissipar bem longe da terra em 14 de agosto.

### Tempestade tropical Hector
Um cocho de baixa pressão, formado a partir dos restos do Furacão Ernesto, no Atlântico, começou a se organizar, e pelas horas da noite do dia 11 de agosto, o NHC declarada a formação da Depressão Tropical Oito-E. No dia seguinte, a depressão se intensificaram a Tempestade Tropical Heitor, o oitavo chamado tempestade da temporada de 2012. Hector moveu-se lentamente para oeste, com ligeiras mudanças de força durante a sua totalidade. Por causa do forte cisalhamento vertical do vento e da água marginalmente quente ao redor de Hector, não muito fortalecimento foi antecipado, mas enfraquecido ao longo dos próximos dias. Ele nunca se intensificou acima da intensidade da tempestade tropical, onde permaneceu até se enfraquecer ainda mais para uma depressão tropical em 15 de agosto. No dia seguinte, em 16 de agosto, como Hector não tinha numerosas tempestades em torno de seu centro, ele foi declarado pós-tropical. Durante os dias seguintes, Heitor curvou-se lentamente em direção ao leste, antes de se dissipar em 20 de agosto.
Hector trouxe ondas até 3,7 m no porto de Mazatlan, posteriormente; as autoridades restringiram o acesso de barco. A tempestade também trouxe intervalos de fortes Chuveiros, ventos fortes superiores a 40 mph e temperaturas quentes na maioria dos municípios de Sinaloa. 400 pessoas foram evacuadas em Los Cabos devido a inundações. 100 pessoas ficaram sem casa.

### Furacão Ileana
O sistema de baixa pressão que se tornaria o Furacão Ileana começou a partir de uma onda tropical que é monitorada pela primeira vez pelo Centro Nacional de furacões em 23 de agosto. O desenvolvimento da referida onda é esperado se atingir condições mais favoráveis. Movendo-se em direção ao noroeste, a baixa começou a se organizar, e em 27 de agosto, a baixa se organizou para se tornar a nona depressão tropical da temporada. A depressão continuou a mostrar sinais de organização, e mais tarde naquele dia foi classificado como tempestade Tropical Ileana, a nona tempestade nomeada da temporada. Ileana aproveitou-se da temperatura quente da superfície do mar e do baixo cisalhamento vertical do vento e tornou-se mais bem organizada; tal fortalecimento substancial faria com que Ileana fosse um furacão, atingindo um pico de 145 km/h em 29 de agosto. Ileana não iria manter a força do furacão por muito tempo, e, como previsto, enfraqueceu-se de volta para o status de tempestade tropical em 31 de agosto, quando começou a virar para oeste. O enfraquecimento continuou à medida que a Ileana atravessava temperaturas mais frias na superfície do mar e encontrava um cisalhamento crescente do vento e um ambiente de ar mais estável. A tempestade enfraqueceu-se para uma depressão tropical em 2 de setembro, enfraquecendo-se ainda mais para um ciclone pós-tropical depois de não conseguir sustentar convecção profunda por mais de doze horas. No entanto, os remanescentes continuaram se movendo para sudoeste em direção ao Pacífico Central durante os próximos 4 dias, antes de finalmente dissipar-se em 6 de setembro.

### Tempestade tropical John
Uma grande área de baixa pressão bem a oeste da América Central formou-se em 29 de agosto. Ao longo dos próximos dias, o sistema começou a se organizar lentamente como estava em uma área de condições favoráveis para o desenvolvimento posterior. Em 1 de setembro, outra área de baixa pressão havia se formado logo ao largo do México, logo a leste da área de baixa pressão, e no mesmo dia ela eventualmente absorveu a baixa mais fraca; isso dá uma dica adicional para a formação da depressão Tropical Dez-E, que estava ao sul de Baja California. No dia seguinte, a depressão tornou-se a décima tempestade da temporada de 2012.; no entanto, nenhum fortalecimento significativo foi antecipado por causa do cisalhamento do vento vertical moderado a alto, além da temperatura da superfície do mar marginalmente quente ao longo do caminho de John. John permaneceu uma tempestade tropical muito fraca; nunca superou os ventos de 40 km/h ao longo da sua vida, e a circulação principal de baixo nível foi sempre separada da parte de cima principal das tempestades devido ao aumento do cisalhamento do vento leste. Só manteve a intensidade da tempestade tropical durante 18 horas; depois disso, enfraqueceu-se para uma depressão tropical. Ele manteve o status de depressão tropical por mais 18 horas, antes de se tornar pós-tropical no dia seguinte. No entanto, a baixa remanescente de João continuou a mover-se para noroeste durante os três dias seguintes, antes de se dissipar em 7 de setembro.
John trouxe chuva e vento para a Península da Baixa Califórnia; o porto de Los Cabos foi fechado para pequenas embarcações.

### Tempestade tropical Kristy
Em 9 de setembro, uma área de baixa pressão formou-se a oeste da América Central. Esperava-se que a perturbação se fortalecesse nos próximos dois dias, com condições propícias ao desenvolvimento. Durante os próximos dias, a baixa gumes um pouco perto da costa Oeste do México, mas a interação com a terra não inibir o desenvolvimento desta área de baixa pressão no décimo primeiro depressão tropical da temporada. A depressão então se tornou a tempestade Tropical Kristy naquele mesmo dia. O sistema foi insistente em manter sua intensidade, mesmo que a estrutura e organização começaram a entrar em colapso devido ao ambiente desfavorável que encontrou. Em 16 de setembro, Kristy foi rebaixada para uma depressão tropical, e foi declarada pós-tropical no dia seguinte, devido à falta de convecção profunda. No dia seguinte, avisos de vento foram colocados em efeito para a Baja California Peninisula dos remanescentes associados com Kristy. Kristy também ameaçou o sul do México. Durante os dias seguintes, os remanescentes de Kristy se voltaram para o leste antes de voltar para o sul, até que o sistema se dissipou no início de 20 de setembro.

### Furacão Lane
Lane formou-se a partir de uma área de baixa pressão que se formou logo a oeste da tempestade Tropical Kristy em 13 de setembro. No início, o desenvolvimento não era esperado, já que estava previsto para interagir com a tempestade Tropical Kristy. No entanto, o sistema se afastou de Kristy e se organizou para a décima segunda depressão da temporada, em 15 de setembro. Doze-e tornou-se mais bem organizado naquele dia, e foi classificado para a Tempestade Tropical Lane, a décima segunda tempestade nomeada da temporada. No início, era esperado que Lane continuasse a ser uma tempestade tropical antes de se enfraquecer por se aproximar de condições menos favoráveis. No entanto, devido à melhoria da aparência do satélite, e alguma intensificação adicional da noite para o dia, Lane foi previsto para se tornar um furacão em 24 horas. Lane foi classificado como furacão às 09: 00 UTC de segunda-feira, 17 de setembro, mantendo esse status por aproximadamente 30 horas antes de ser rebaixado de volta para uma tempestade tropical às 15: 00 UTC de terça-feira, 18 de setembro. Lane rapidamente degenerou para uma depressão tropical, e então uma área de baixa pressão remanescente durante o dia seguinte. A baixa remanescente de Lane continuou se movendo para oeste por mais um dia, antes de se dissipar em 20 de setembro.

### Furacão Miriam
Em 22 de setembro, uma área de baixa pressão que estava se organizando por alguns dias se tornou definida o suficiente para ser declarada como depressão Tropical Treze-E. Logo fortaleceu-se para a tempestade Tropical Miriam, e começou a se intensificar ainda mais sobre um ambiente muito favorável. Em 23 de setembro, observou-se uma rápida intensificação como uma possibilidade distinta, uma vez que se previa que o cisalhamento vertical do vento permanecesse abaixo dos 5 nós durante as 36 horas seguintes. Mais tarde, naquela noite, Miriam intensificou-se de uma tempestade tropical a 70 mph a uma tempestade tropical às 2 pm PDT para um furacão de categoria 1 a 90 mph às 8 horas.[58] Miriam continuou a intensificar-se no dia 24, desenvolvendo um olho de 10 milhas náuticas de largura e por 8 horas PDT naquele dia, tornou-se um grande furacão de categoria 3 com ventos máximos sustentados de 120 mph.ref>Cangialosi, John. «Hurricane Miriam Discussion Number 9». National Hurricane Center. Consultado em 29 de setembro de 2012</ref> Miriam manteve esta intensidade durante 12 horas antes de enfraquecer novamente para uma categoria 2 às 8 pm PDT no mesmo dia. Miriam começou a se enfraquecer gradualmente e se enfraqueceu para uma tempestade tropical com ventos de 70 km/h às 2: 00 PDT no dia 26.Blake, Eric. «Tropical Storm Miriam Discussion Number 18». National Hurricane Center. Consultado em 29 de setembro de 2012</ref> Miriam continuou a enfraquecer constantemente sobre as temperaturas mais frias da superfície do mar e tornou-se uma depressão tropical no dia 27 quando a última convecção profunda se dissipou, à medida que a humidade se separava da tempestade, e começou a fluir sobre Baja California. Miriam tornou-se uma baixa remanescente apenas 6 horas depois. Enquanto Miriam perdeu a sua convecção, a humidade flutuou sobre a Península de Baja California, e para o Texas. A baixa remanescente do furacão Miriam continuou a deriva para o sul, até que se dissipou no início de 3 de outubro.

### Tempestade tropical Norman
No início de 25 de setembro, o Centro Nacional de furacões começou a monitorar uma área de distúrbios meteorológicos a algumas centenas de quilômetros ao sul de Acapulco, México. Este sistema originalmente carecia de um centro bem definido e tinha um tamanho amplo, mas gradualmente organizado à medida que se deslocava para o norte-noroeste. Observações por satélite, navio e bóia no início de 28 de setembro revelaram que a baixa temperatura tinha se tornado muito melhor definida, e às 15: 00 UTC, o primeiro aviso foi emitido sobre a tempestade Tropical Norman, localizada na época a cerca de 135 km a leste de Cabo San Lucas., Mexicano. Norman enfraqueceu-se quando se aproximou da costa oeste do México e tornou-se uma depressão tropical em 29 de setembro. A depressão fez desembarque a cerca de oeste de Topolobampo, mas rapidamente emergiu no Golfo da Califórnia. A última convecção profunda associada a Norman dissipou-se no início de 29 de setembro, e Norman tornou-se uma baixa remanescente pós-tropical mais tarde naquele dia. No início de 30 de setembro, a baixa remanescente de Normando dissipou-se.

### Tempestade tropical Olivia
Uma área de baixa pressão que se formou no Pacífico Oriental rapidamente começou a se organizar e eventualmente ganhou convecção e organização suficientes para ser declarada depressão Tropical quinze-E em 6 de outubro. No entanto, o ambiente foi apenas marginal para o desenvolvimento, e o meteorologista do NHC, Lixion Avila, apenas previu que a tempestade tropical quinze-e se tornaria uma tempestade tropical de 40 mph antes de se enfraquecer. ao longo das próximas horas, uma banda convectiva de nuvens ganhou curvatura sobre o Quadrante Noroeste da circulação e persistiu um centro denso e nublado, e nesta base e classificações Dvorak, Quinze-E foi classificado como tempestade Tropical Olivia com uma velocidade de vento estimada de 45 km/h. Apesar da separação convectiva se romper e se desligar da circulação interna de Olivia durante a noite, Dvorak t-numbers sugeriu que Olivia carregou ventos de 60 mph. Olivia moveu-se sobre a água muito quente (29 graus C), mas parou de se fortalecer na manhã do dia 7, pois perdeu suas características de bandas. no entanto, o centro denso nublado expandiu-se e os analistas observaram que um reforço adicional era uma possibilidade. Olivia continuou a mover-se para norte, mas sem nenhuma mudança de força até a tarde de 8 de outubro, quando a circulação de baixo nível ficou exposta ao sudoeste da área principal de convecção profunda por volta das 6:00 AM PDT. às 2:00 PM PDT no mesmo dia, foi relatado que a convecção profunda estava localizada a cerca de 100 milhas náuticas de distância do centro de baixo nível. à medida que o cisalhamento sudoeste se manteve forte, o baixo- e centros de nível médio de Olivia completamente desligados no final de 8 de outubro, com imagens de satélite visíveis de última luz mostrando-o como um turmil milhão de nuvens baixas com a convecção mais forte a algumas centenas de quilômetros do centro. Às 2:00 da manhã do dia 9 de outubro, Olivia foi declarada pós-tropical., como não tinha produzido convecção profunda significativa nas últimas 6 a 12 horas e o centro de baixo nível estava se movendo ainda mais longe das poucas células convectivas que permaneceram. Esperava-se que o ciclone enfraquecesse e se abrisse em um cavado dentro de 48 horas no momento da última discussão. No final de 10 de outubro, O remanescente de Olivia dissipou-se.

### Furacão Paul
No início de 10 de outubro, O Centro Nacional de furacões começou a monitorar um cavado de baixa pressão ao largo da costa sul do México. Com uma área desorganizada de convecção, o sistema movia-se lentamente para oeste, e as condições permitiam o desenvolvimento gradual. Inicialmente, os ventos de nível superior eram apenas marginalmente favoráveis, e embora as tempestades permanecessem desorganizadas, o NHC estimou uma chance de desenvolvimento de 50% no início de 12 de outubro. No dia seguinte, o sistema ficou mais bem definido,[87] e o NHC classificou-o como tempestade Tropical Paul às 21: 00 UTC daquele dia, a cerca de 1065 km a sudoeste da ponta sul da Península da Baixa Califórnia. Ao se formar, Paulo pulou a fase de depressão tropical, e teve uma circulação bem definida com convecção organizada. Moveu-se para Oeste devido a uma crista de nível médio que se estendia para oeste a partir do México.
Águas quentes, muito pouco cisalhamento de vento, e um ambiente úmido permitiu Paul rapidamente intensificar e desenvolver bandas de chuva organizadas. O cisalhamento do vento leste foi o principal inibidor da rápida intensificação. Em 14 de outubro, Paul começou a se mover para o norte enquanto contornava um cume, também influenciado por um nível superior baixo a oeste de Baja California. Um olho começou a se desenvolver no início de 15 de outubro e mais tarde naquele dia Paulo se intensificou em um furacão. The cloud pattern became increasingly symmetrical, O padrão de nuvens tornou-se cada vez mais simétrico[93] e a tempestade sofreu um rápido aprofundamento em 15 de outubro. Ele desenvolveu um olho bem definido, o que levou o NHC a estimar os ventos máximos sustentados de 190 km/h, tornando-se a Quinta Grande Temporada de furacões da temporada. No entanto, o aumento do cisalhamento do vento sudoeste rapidamente deu um enfraquecimento, fazendo com que o olho se deteriorasse no início de 16 de outubro. Pouco tempo depois, o NHC informou que Paul não era mais um grande furacão. Durante as horas da tarde de 17 de outubro, Paul foi rebaixado para uma depressão tropical, e horas depois, a tempestade foi declarada uma baixa remanescente. A baixa remanescente do furacão Paul persistiu por mais um dia, antes de se dissipar em 18 de outubro. Durante os próximos dois dias, a umidade remanescente do Paul causou Chuvisco e chuva leve pelo sul da Califórnia.
Em toda a cidade De La Paz, os danos às estradas foram estimados em MX $ 200 milhões (US $ 15,5 milhões).

### Tempestade tropical Rosa
Em 30 de outubro, O NHC emitiu um aviso especial para que um sistema de baixa pressão localizado bem a sudoeste de Cabo San Lucas se organizasse rapidamente e fosse classificado como uma depressão tropical. Em condições de cisalhamento ligeiro, logo fortaleceu-se para se tornar a tempestade Tropical Rosa, e continuou a fortalecer-se à medida que se afastava lentamente para oeste e depois para sudoeste. Em 2 de novembro, o aumento do cisalhamento Ocidental fez Rosa se enfraquecer de forma constante, Rosa degenerou em uma baixa remanescente no final de 3 de novembro. Os restos de Rosa persistiram por mais dois dias, antes de se dissipar em 5 de novembro.

## Nomes de tempestade
A lista de nomes a seguir foi usada para tempestades nomeadas que se formaram no nordeste do Oceano Pacífico durante 2012. Nenhum nome foi retirado, então esta lista será usada novamente na temporada de 2018. Esta é a mesma lista usada na temporada de 2006. 
| - Aletta - Bud - Carlotta - Daniel - Emilia - Fabio - Gilma - Hector | - Ileana - John - Kristy - Lane - Miriam - Norman - Olivia - Paul | - Rosa - Sergio (sem usar) - Tara (sem usar) - Vicente (sem usar) - Willa (sem usar) - Xavier (sem usar) - Yolanda (sem usar) - Zeke (sem usar) |

Para tempestades que se formam na área de responsabilidade do centro de furacões do Pacífico Central, abrangendo a área entre 140 graus oeste e a Linha Internacional de data, todos os nomes são usados em uma série de quatro listas rotativas. Os próximos quatro Nomes que foram marcados para uso em 2012 são mostrados abaixo; no entanto, nenhum deles foi usado.
| - Pewa (sem usar) | - Unala (sem usar) | - Wali (sem usar) | - Ana (sem usar) |

## Efeitos sazonais
Esta é uma tabela de todas as tempestades da Temporada de furacões no Pacífico de 2012. Inclui os seus durações, intensidades de pico, nomes, landfall(s), danos e totais de morte. As mortes entre parênteses são adicionais e indiretas (um exemplo de morte indireta seria um acidente de trânsito), mas ainda estão relacionadas com tempestades. Danos e mortes incluem totais enquanto a tempestade era extratropical, uma onda, ou uma baixa. Todos os valores relativos aos danos estão em 2012.

| Escala de Furacões de Saffir-Simpson |    |    |   |   |   |   |   |
| DT                                   | TS | TT | 1 | 2 | 3 | 4 | 5 |

| Aletta                | 14 de maio – 19               | Tempestade tropical | 85 (50)   | 1000 | Nenhum                                                             | Nenhum | Nenhum |  |
| Bud                   | 20 de maio – 26               | Furacão categoria 3 | 185 (115) | 961  | Oeste do México                                                    | Menor  | Nenhum |  |
| Carlotta              | 14 de junho – 16              | Furacão categoria 2 | 175 (110) | 973  | Sudoeste México                                                    | 12.4   | 7      |  |
| Daniel                | 4 de julho – 12               | Furacão categoria 3 | 185 (115) | 961  | None                                                               | Nenhum | Nenhum |  |
| Emilia                | 7 de julho – 15               | Furacão categoria 4 | 220 (140) | 945  | None                                                               | Nenhum | Nenhum |  |
| Fabio                 | 12 de julho – 18              | Furacão categoria 2 | 175 (110) | 966  | Península de Baja California, Califórnia, Oeste dos Estados Unidos | Nenhum | Nenhum |  |
| Gilma                 | 7 de agosto – 11              | Furacão categoria 1 | 130 (80)  | 984  | Nenhum                                                             | Nenhum | Nenhum |  |
| Hector                | 11 de agosto – 16             | Tempestade tropical | 85 (50)   | 995  | Oeste de México, Península de Baja California                      | Menor  | Nenhum |  |
| Ileana                | 27 de agosto – 2 de setembro  | Furacão categoria 1 | 140 (85)  | 978  | Nenhum                                                             | Nenhum | Nenhum |  |
| John                  | 2 de setembro – 4             | Tempestade tropical | 75 (45)   | 1000 | Península de Baja California                                       | Menor  | Nenhum |  |
| Kristy                | 12 de setembro – 17           | Tempestade tropical | 95 (60)   | 998  | Península de Baja California                                       | Menor  | Nenhum |  |
| Lane                  | 15 de setembro – 19           | Furacão categoria 1 | 130 (85)  | 985  | Nenhum                                                             | Nenhum | Nenhum |  |
| Miriam                | 22 de setembro – 27           | Furacão categoria 3 | 195 (120) | 959  | Península de Baja California, Texas                                | Nenhum | Nenhum |  |
| Norman                | 28 de setembro – 29           | Tempestade tropical | 85 (50)   | 997  | Oeste México, Península de Baja California, Noroeste México, Texas | Menor  | 1      |  |
| Olivia                | 6 de outubro – 8              | Tempestade tropical | 95 (60)   | 997  | Nenhum                                                             | Nenhum | Nenhum |  |
| Paul                  | 13 de outubro – 17            | Furacão categoria 3 | 195 (120) | 959  | Península de Baja California, Noroeste México                      | 15.5   | Nenhum |  |
| Rosa                  | 30 de outubro – 3 de novembro | Tempestade tropical | 85 (50)   | 1001 | Nenhum                                                             | Nenhum | Nenhum |  |
| Agregado da temporada |                               |                     |           |      |                                                                    |        |        |  |
| 17 sistemas           | 14 de maio – 3 de novembro    |                     | 220 (140) | 945  |                                                                    | 27.9   | 8      |  |